# Orgeln der Hauptkirche Sankt Michaelis
Die Hauptkirche Sankt Michaelis in Hamburg besitzt fünf Orgeln. Die Marcussen-Orgel auf der Konzertempore (Nordempore), die große Steinmeyer-Orgel auf der Westempore und das Fernwerk, das sich darüber im Dachboden befindet, lassen sich zusammen vom Zentralspieltisch auf der Konzertempore anspielen. Mit insgesamt 140 Registern gehört diese Orgelanlage zu den größten Orgeln in Deutschland.
Außerdem gibt es in der Krypta die romantische Felix-Mendelssohn-Bartholdy-Orgel und seit 2010 die Carl-Philipp-Emanuel-Bach-Orgel auf der Südempore.

## Geschichte

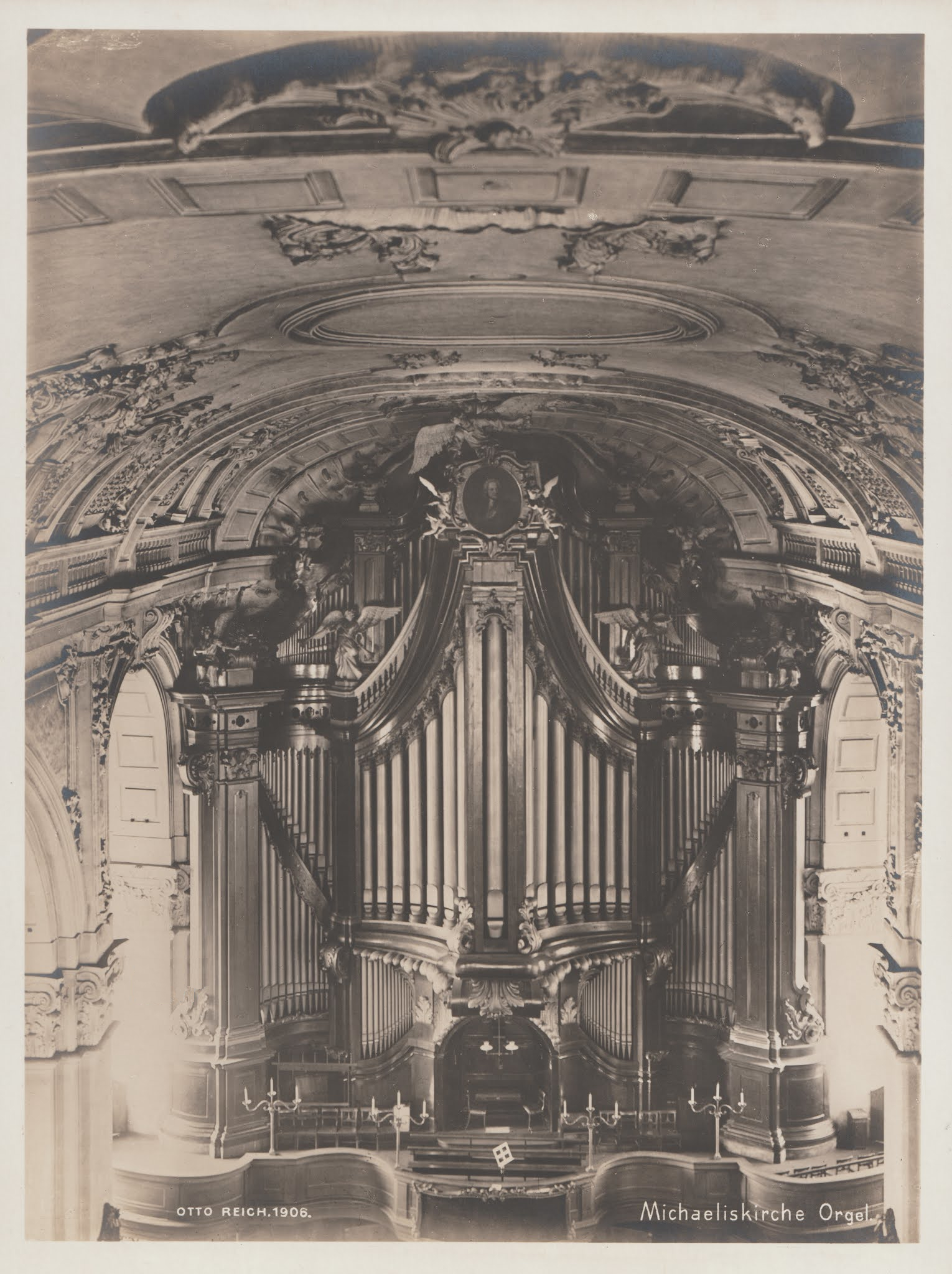
Hildebrandt-Orgel, 1906

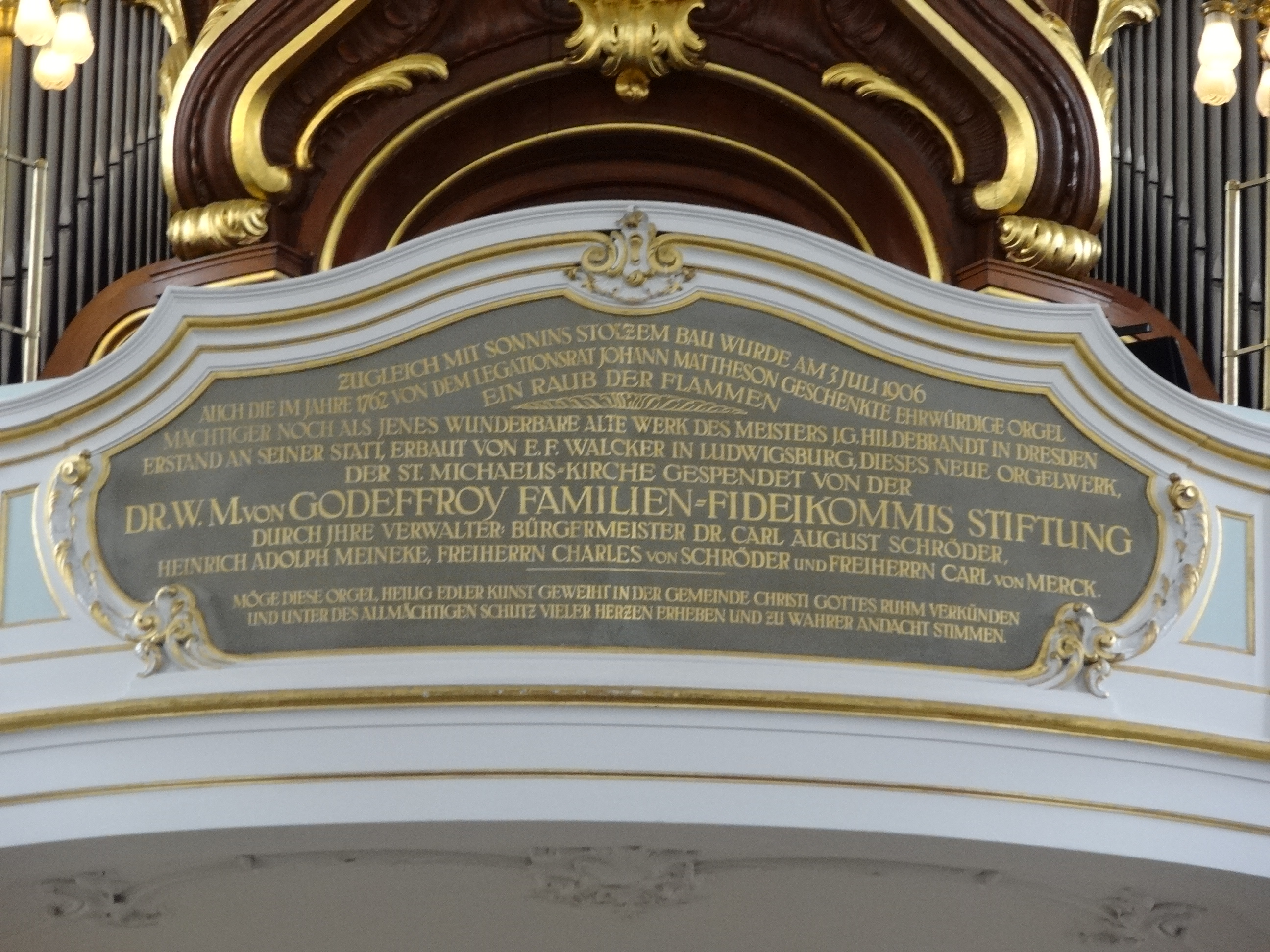
Stiftertafel für die Walcker-Orgel von 1912

Für den 1669 vollendeten ersten Bau der Michaeliskirche baute der berühmte Orgelbauer Arp Schnitger 1731 eine große Orgel mit 52 Stimmen auf 3 Manualen und Pedal. Nach einem durch Blitzschlag verursachten Kirchenbrand erhielt der 1762 fertiggestellte zweite Bau der Kirche 1762 ein neues dreimanualiges Orgelwerk von Johann Gottfried Hildebrandt mit 60 Registern und einem monumentalen Prospekt; Kirche und Orgel wurden jedoch 1906 abermals durch ein Feuer vernichtet.
Für die dritte (heutige) Michaeliskirche erbaute die Firma E.F. Walcker & Cie. im Jahre 1912 als opus 1700 das seinerzeit „größte Orgelwerk der Welt“ nach den Plänen des frisch berufenen Michaelisorganisten Alfred Sittard mit 12.173 Pfeifen und 168 Registern auf 5 Manualen und Pedal, einschließlich einem Fernwerk mit „electropneumatischer Tractur nach System Walcker“. Die Prospektgestaltung der Hildebrandt-Orgel wurde weitgehend übernommen. Die Dr. W. M. von Godeffroy Fideikomiss Familienstiftung übernahm die Kosten für das gesamte Instrument, woran heute noch die Tafel in der Emporenbrüstung erinnert.
Um die Aufführung von Chor- und Orchesterwerken zu ermöglichen, wurde im Jahr 1914 zusätzlich durch die dänische Firma Marcussen auf der Seitenempore eine Konzertorgel („Hilfsorgel“) mit 40 Registern auf 2 Manualen errichtet. Obgleich Teile des monumentalen Werkes von Walcker den schweren Kriegszerstörungen am Kirchengebäude offenbar entgingen und die Orgel also nicht vollständig zerstört war, wurde nach kontroverser Diskussion (insbesondere zwischen Sittards Nachfolger Brinkmann und dessen Nachfolger Friedrich Bihn) schließlich ein Orgelneubau nach dem sowohl klanglich (klare, obertonreiche und wenig grundtönige Stimmen) als auch technisch (Rückkehr zur mechanischen Spieltraktur) an barocken Vorbildern orientierten Entwurf von Bihn (Michaelisorganist ab 1937) in Auftrag gegeben. Das Gehäuse von 1912 wurde in stark veränderter Form für den Orgelneubau wiederverwendet, während das Pfeifenwerk der Firma Emanuel Kemper zum Schrottpreis überlassen wurde. Die Anzahl der Register der Steinmeyer-Orgel ist noch etwa halb so groß wie bei der Walcker-Orgel ist, an die fortan nur noch der Prospekt erinnert. Die Konzertorgel überstand den Krieg und wurde nach einem barockisierenden Umbau wieder in den ursprünglichen Zustand versetzt.
Da bis 1962 nur die Marcussen-Orgel zur Verfügung stand, und deren Klang nicht zufriedenstellend den Altarraum erreichen konnte, baute Franz Grollmann eine kleine Orgel mit 4 Registern in den Durchgang über der Sakristei. Die kleine Grollmann-Orgel wurde 2009 aufgegeben und durch die Carl-Philipp-Emanuel-Bach-Orgel auf der oberen Südempore ersetzt.

## Steinmeyer-Orgel

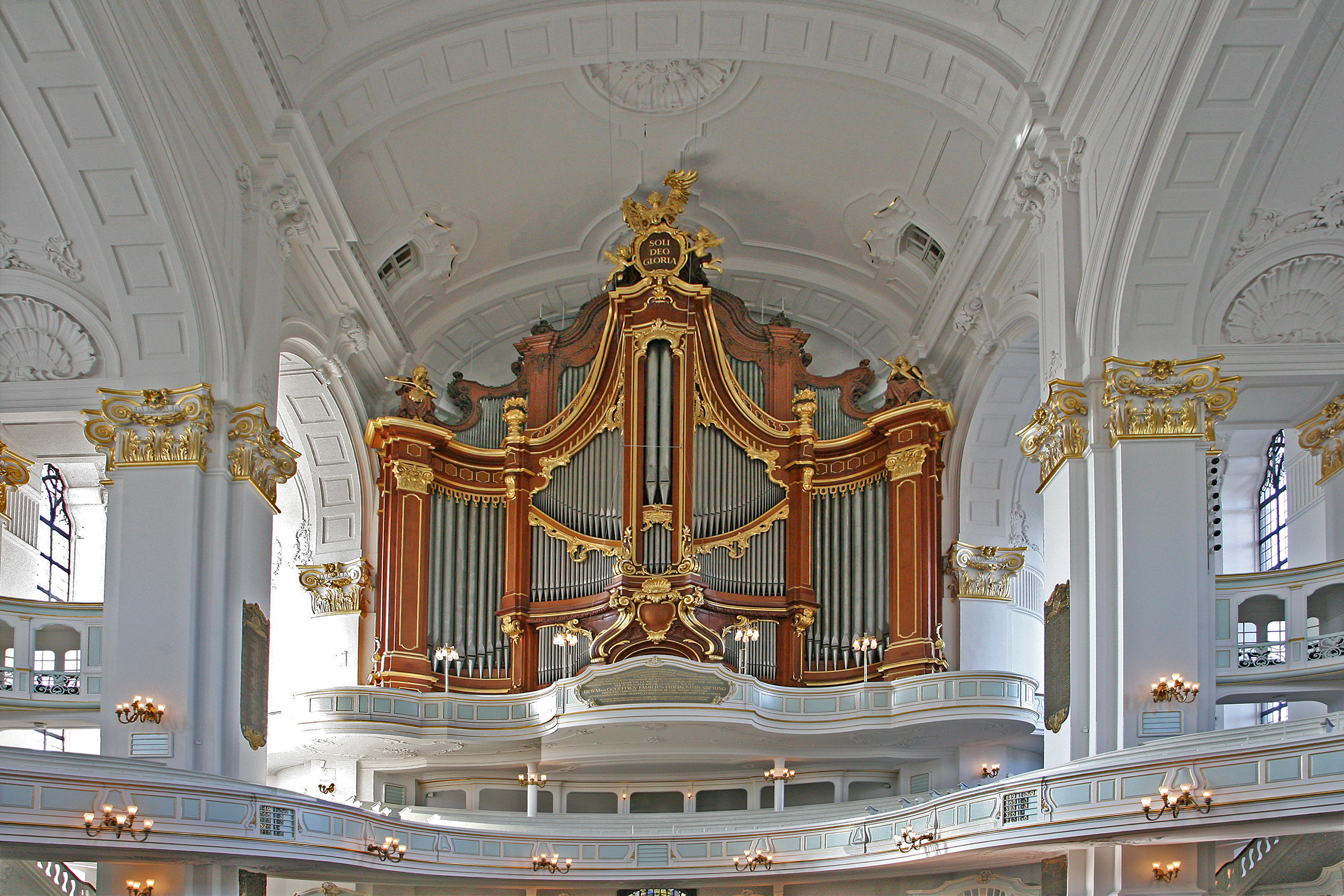
Prospekt der Steinmeyer-Orgel

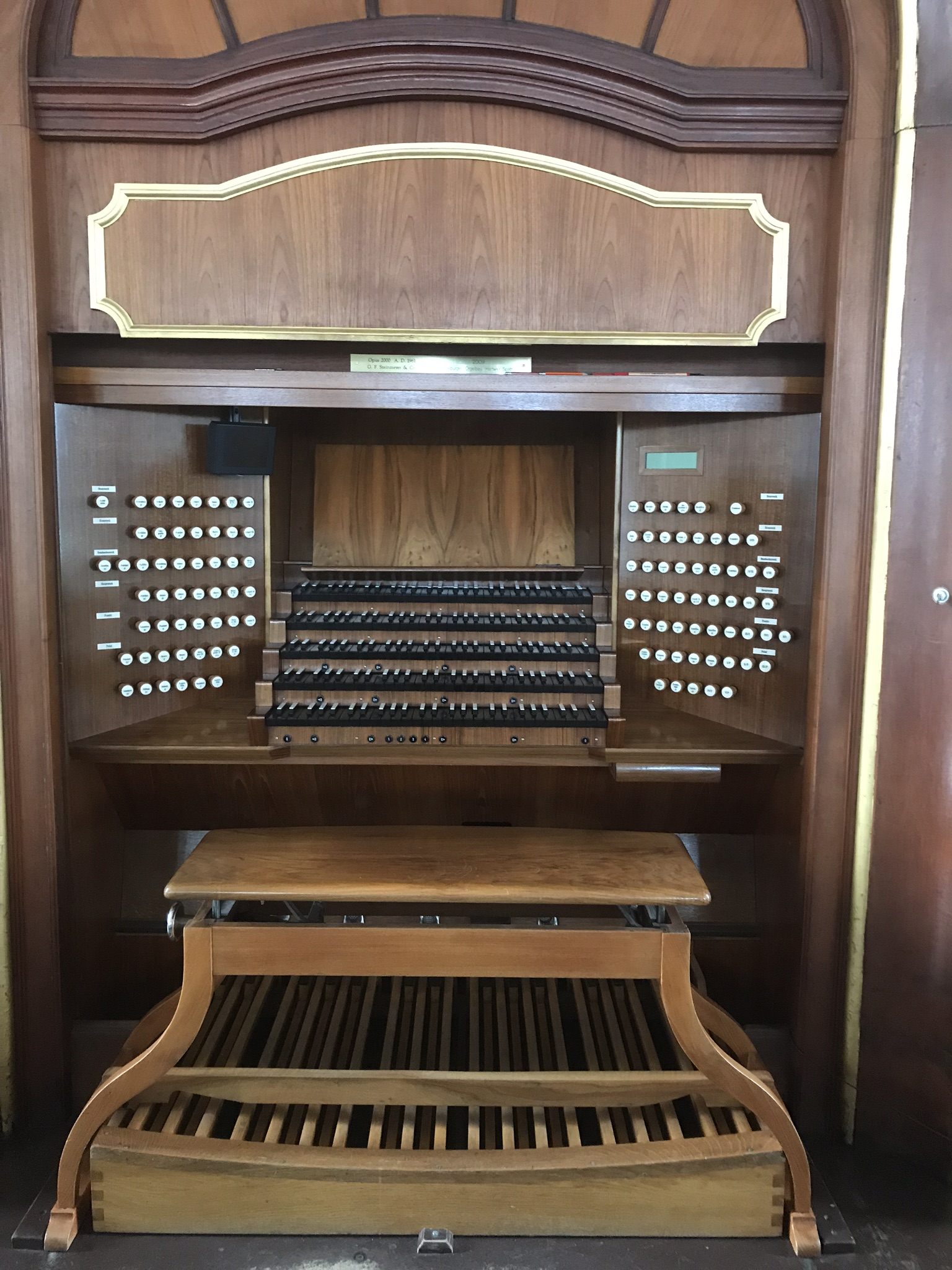
Mechanischer Spieltisch der Steinmeyer-Orgel (2010 renoviert)

Die Große Orgel wurde in den Jahren 1960 bis 1962 von der Orgelbaufirma G. F. Steinmeyer & Co. (Oettingen) als Opus 2000 erbaut und ersetzte die frühere Walcker-Orgel. Die Gestaltung des Prospekts geht weitgehend auf diesen Vorgänger zurück. Sie ist die Hauptorgel der Hamburger Hauptkirche St. Michaelis und ein bedeutendes Zeugnis für den Orgelbau der 1960er Jahre. Im Jahre 2009/2010 wurde die Steinmeyer-Orgel durch die Firma Freiburger Orgelbau Hartwig und Tilmann Späth mit nur kleinen Änderungen (Zubau eines Pedalregisters Subbass 16′) in ihrem Erbauungszustand restauriert. Wegen ihrer besonderen Klangfarbe wird sie als ein wichtiges neobarockes Klangdenkmal eingestuft.
Das Instrument hat 86 Register mit insgesamt 6697 Pfeifen, verteilt auf fünf Manuale und Pedal. Die Spieltrakturen sind mechanisch (eigener viermanualiger Spieltisch), die Registertrakturen elektropneumatisch. Im Gegensatz zur Marcussen-Orgel ist die Große Orgel im neobarocken Stil disponiert, jedoch aufgrund der Vielfalt der Stimmen für Musik fast aller Epochen geeignet. Während der Restaurierung der Orgel in den Jahren 2009–2010 wurde die vormalige mechanische Litzentraktur gegen eine Holztraktur ausgetauscht, und die Steinmeyer-Orgel zusätzlich auf dem neuen Zentralspieltisch spielbar gemacht. 
| I Positiv C–g3 |                |       |
| 01.            | Quintadena     | 16′   |
| 02.            | Principal      | 08′   |
| 03.            | Spitzflöte     | 08′   |
| 04.            | Oktave         | 04′   |
| 05.            | Rohrflöte      | 04′   |
| 06.            | Oktave         | 02′   |
| 07.            | Flachflöte     | 02′   |
| 08.            | Nasat          | 2 ⁄3′ |
| 09.            | Mixtur VI–VIII | 1 ⁄3′ |
| 10.            | Cimbel III     | 01⁄6′ |
| 11.            | Fagott         | 16′   |
| 12.            | Trompete       | 08′   |
| 13.            | Vox humana     | 08′   |
|                | Tremulant      |       |

| II Hauptwerk C–g3 |                  |        |
| 14.               | Principal        | 16′    |
| 15.               | Oktave           | 08′    |
| 16.               | Oktave           | 04′    |
| 17.               | Oktave           | 02′    |
| 18.               | Quinte           | 5 1⁄3′ |
| 19.               | Quinte           | 2 ⁄3′  |
| 20.               | Mixtur VI–VIII   | 02′    |
| 21.               | Scharff IV       | 02⁄3′  |
| 22.               | Cornett V (ab f) | 08′    |
| 23.               | Trompete         | 16′    |
| 24.               | Trompete         | 08′    |
| 25.               | Trompete         | 04′    |

| III Schwellwerk C–g3 |                  |        |
| 26.                  | Bourdon          | 16′    |
| 27.                  | Principal        | 08′    |
| 28.                  | Violflöte        | 08′    |
| 29.                  | Schwebung (ab c) | 08′    |
| 30.                  | Oktave           | 04′    |
| 31.                  | Flute travers    | 04′    |
| 32.                  | Oktave           | 02′    |
| 33.                  | Quinte           | 2 ⁄3′  |
| 34.                  | Terz             | 1 3⁄5′ |
| 35.                  | Septime          | 1 ⁄7′  |
| 36.                  | Mixtur IV–VI     | 1 ⁄3′  |
| 37.                  | Bombarde         | 16′    |
| 38.                  | Trompete         | 08′    |
| 39.                  | Hautbois         | 08′    |
| 40.                  | Clairon          | 04′    |
|                      | Tremulant        |        |

| IV Kronwerk C–g3 |            |        |
| 41.              | Hohlflöte  | 08′    |
| 42.              | Spitzgamba | 08′    |
| 43.              | Principal  | 04′    |
| 44.              | Spitzflöte | 04′    |
| 45.              | Oktave     | 02′    |
| 46.              | Gemshorn   | 02′    |
| 47.              | Oktave     | 01′    |
| 48.              | Nasat      | 2 ⁄3′  |
| 49.              | Terzian II | 1 3⁄5′ |
| 50.              | Scharff VI | 01′    |
| 51.              | Regal      | 16′    |
| 52.              | Krummhorn  | 08′    |
| 53.              | Zinke      | 04′    |
|                  | Tremulant  |        |

| V Brustwerk C–g3 |                 |       |
| 54.              | Quintadena      | 08′   |
| 55.              | Gedackt         | 08′   |
| 56.              | Principal       | 04′   |
| 57.              | Blockflöte      | 04′   |
| 58.              | Oktave          | 02′   |
| 59.              | Quinte          | 1 ⁄3′ |
| 60.              | Sesquialtera II | 2 ⁄3′ |
| 61.              | Scharff V–VII   | 01′   |
| 62.              | Cimbel II       | 01⁄3′ |
| 63.              | Dulcian         | 16′   |
| 64.              | Bärpfeife       | 08′   |
| 65.              | Schalmey        | 04′   |
|                  | Tremulant       |       |
|                  | Zimbelstern     |       |

| Pedal C–g1 |                  |       |
| 66.        | Principal        | 32′   |
| 67.        | Oktave           | 16′   |
| 68.        | Gemshorn         | 16′   |
| 69.        | Subbass (2009)   | 16′   |
| 70.        | Oktave           | 08′   |
| 71.        | Gedackt          | 08′   |
| 72.        | Oktave           | 04′   |
| 73.        | Koppelflöte      | 04′   |
| 74.        | Nachthorn        | 02′   |
| 75.        | Bauernflöte      | 01′   |
| 76.        | Hintersatz V     | 04′   |
| 77.        | Rauschpfeife III | 2 ⁄3′ |
| 78.        | Mixtur VI–VIII   | 02′   |
| 79.        | Posaune          | 32′   |
| 80.        | Posaune          | 16′   |
| 81.        | Dulcian          | 16′   |
| 82.        | Trompete         | 08′   |
| 83.        | Trechterregal    | 08′   |
| 84.        | Trompete         | 04′   |
| 85.        | Vox humana       | 04′   |
| 86.        | Singend Cornett  | 02′   |

- Koppeln
  - Normalkoppeln: III/I, IV/I, V/I, I/II, III/II, IV/II, V/II, IV/III, V/III, V/IV, I/P, II/P, III/P, IV/P, V/P.
  - Suboktavkoppel: III/III durchkoppelnd (2009)
  - Superoktavkoppel: III/III durchkoppelnd (2009).
- Spielhilfe: Computergesteuerte Setzeranlage (2009)

## Fernwerk

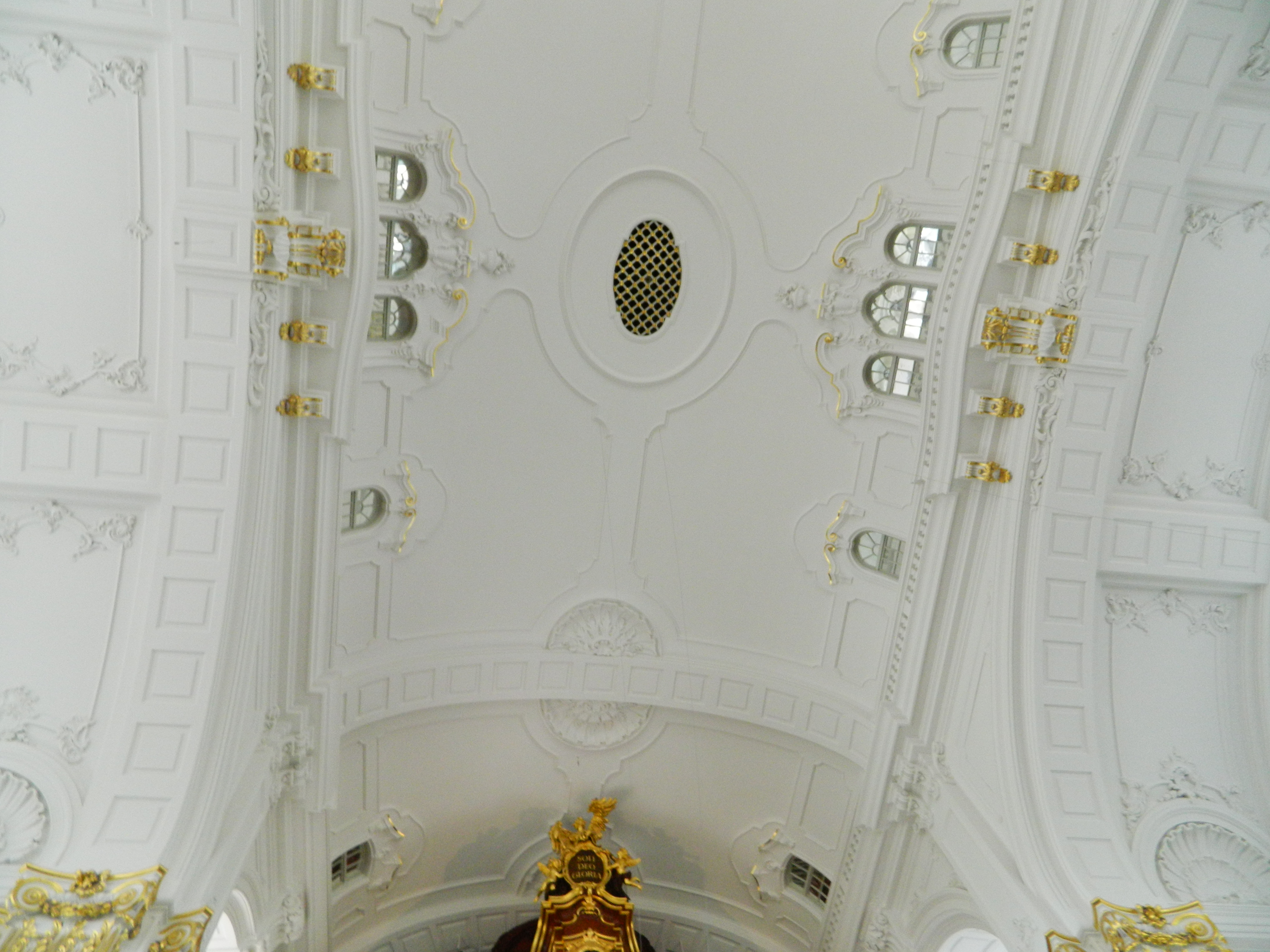
Austrittsöffnung des Fernwerkes

Bereits 1912 wurde in St. Michaelis ein erstes Fernwerk erbaut. Es stand auf dem Dachboden und wurde in Verbindung mit der großen Walcker-Orgel von 1912 erbaut, die sich an der Stelle der heutigen Steinmeyer-Orgel befand. Diesem Fernwerk wurden ausgezeichnete akustische Eigenschaften nachgesagt, denn in Kombination mit der Walcker-Orgel, die zwischenzeitlich die größte Kirchenorgel der Welt war, gehörte es zu den berühmtesten Instrumenten ihrer Zeit. Es wurde 1945 unbrauchbar.
In Anlehnung an das alte Fernwerk erbaute die Firma Klais im Jahre 2009 ein neues Fernwerk, das aber nur vom Zentralspieltisch aus bedient werden kann. Die Intonation der Register wurde durchgeführt von Reiner Janke (Freiburger Orgelbau). Die Schallabstrahlung in den Raum erfolgte damals wie heute über einen ca. 20 m langen Schallkanal zu einer Öffnung in der Mitte der Kirchendecke.
Das heutige Fernwerk verfügt über 17 Register auf einem Manual und Pedal mit insgesamt 1222 Pfeifen.
| Manual C–c4 (ausgebaut bis c5) |                               |       |
| 01.                            | Bordun                        | 16′   |
| 02.                            | Principal                     | 08′   |
| 03.                            | Tibia II                      | 08′   |
| 04.                            | Salicional                    | 08′   |
| 05.                            | Echo Gamba                    | 08′   |
| 06.                            | Schwebung (ab c0)             | 08′   |
| 07.                            | Fugara                        | 04′   |
| 08.                            | Gemshorn                      | 04′   |
| 09.                            | Harmonia aetheria IV (bis c4) | 2 ⁄3′ |
| 10.                            | Horn                          | 08′   |
|                                | Regen                         |       |

| Manual (Hochdrucklade) C–c4 |                          |     |
| 11.                         | Principal                | 08′ |
| 12.                         | Gamba                    | 08′ |
| 13.                         | Tuba (comb. mit Tuba 8′) | 16′ |
|                             | Tuba (aus Nr. 13)        | 08′ |

| Pedal C–f1 |                     |     |
| 14.        | Violon              | 16′ |
|            | Bordun (= Nr. 1)    | 16′ |
|            | Violon (aus Nr. 14) | 08′ |

- Koppeln (Zentralspieltisch)
  - Normalkoppeln: FW/I, FW/II, FW/III, FW/IV, FW/V, FW/P; HD/I, HD/II, HD/III, HD/IV, HD/V, HD/P
  - Suboktavkoppeln: FW/FW, HD/HD
  - Superoktavkoppeln: FW/FW, HD/HD, jeweils ausgebaut

## Marcussen-Orgel

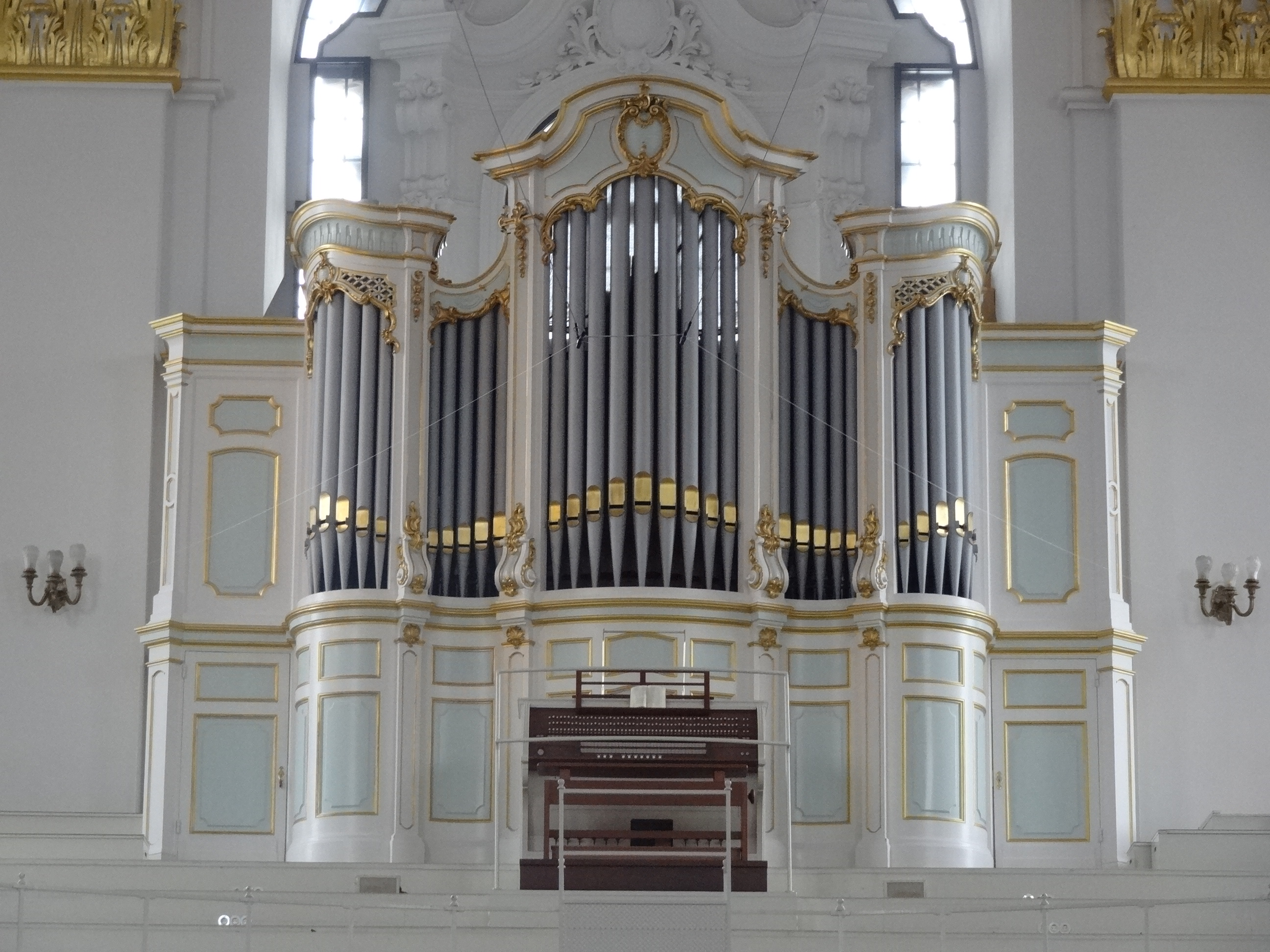
Blick auf die Marcussen-Orgel

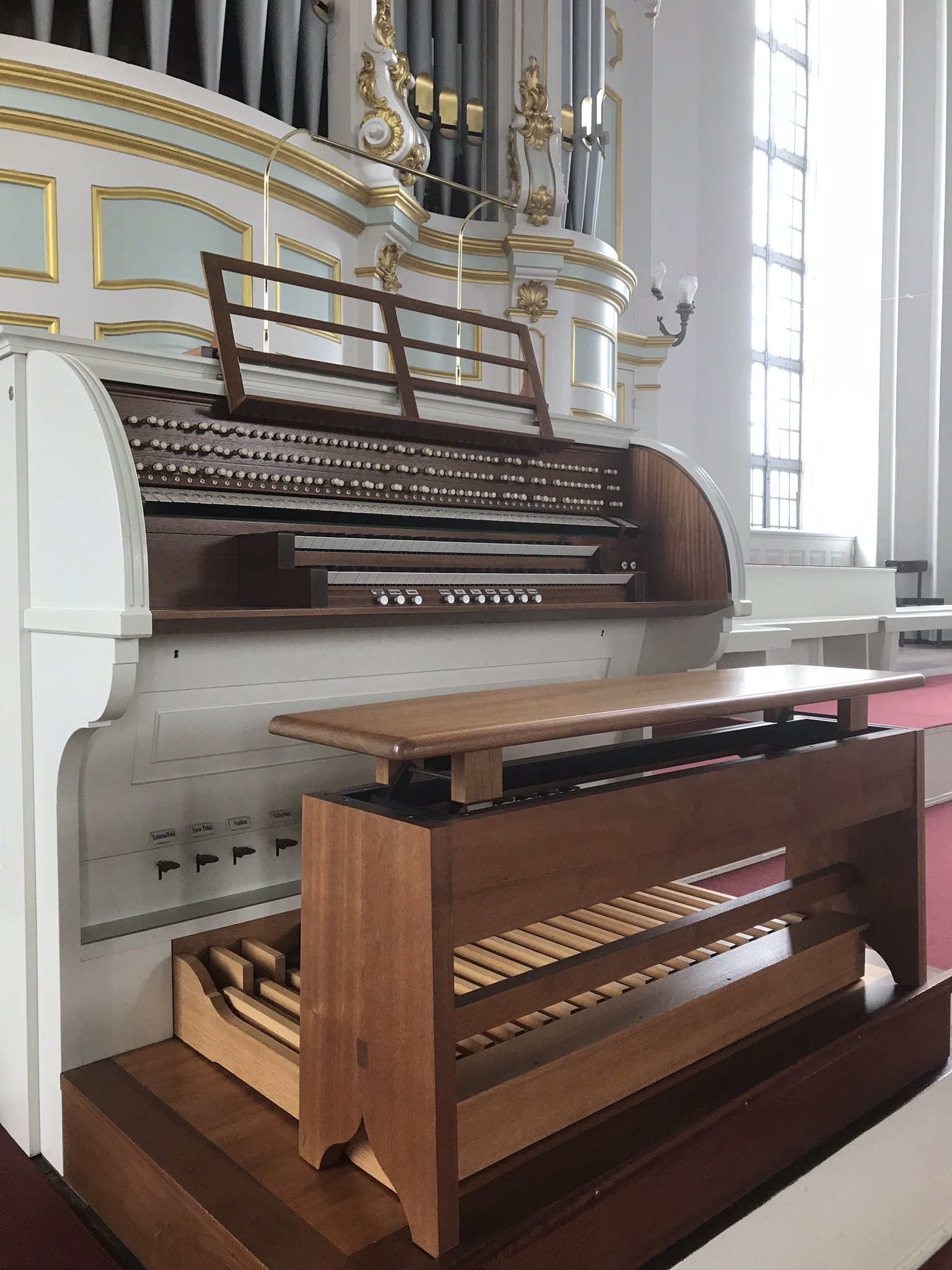
Spieltisch der Marcussen-Orgel

Auf der Seitenempore befindet sich das zweite große Orgelwerk in der Michaeliskirche. Die so genannte „Konzertorgel“ geht auf ein Instrument mit 40 Registern zurück, das 1914 durch den dänischen Orgelbauer Marcussen & Søn erbaut wurde. Da im Michel seit je her große Musikaufführungen mit mehreren hundert Mitwirkenden stattfanden, war die Orgelempore mit der großen Walcker-Orgel zu klein; mit der von Alfred Sittard geplanten Konzertorgel schuf man so ein adäquates Instrument, um auch auf der Seitenempore musizieren zu können. Als nach dem Krieg die große Walcker-Orgel unbenutzbar geworden war, bemühte sich Sittards Nachfolger Friedrich Brinkmann (Kirchenmusikdirektor am Michel von 1934 bis 1957), die Marcussen-Orgel (damals „Hilfsorgel“ genannt) für die Aufgabe als (bis 1962) einzige Hauptorgel umbauen und erweitern zu lassen. Der Umbau wurde 1951/52 durch die Orgelbauwerkstatt Walcker (opus 2985) ausgeführt und ist aus heutiger Sicht wohl als verwerflicher Eingriff in die historische Substanz zu werten, wodurch der Charakter des Instruments stark verfremdet wurde.
Walcker entfernte die ursprüngliche Pneumatik, elektrifizierte das Instrument, erweiterte es um 5 Register und verteilte den Registerbestand auf drei Manuale und Pedal. Die dabei neu geschaffene Positivlade stellte man im Inneren über dem vorhandenen Pfeifenwerk auf. Insgesamt wurde die Disposition im neobarocken Sinne nachhaltig verändert. Die ursprüngliche Geschlossenheit des Instruments von 1914 ist dadurch in großen Teilen verloren gegangen. 1980 ersetzte man den Walcker-Spieltisch durch einen neuen der Firma Steinmeyer.
| I Hauptwerk C–c4 |       |     |
| Quintade         | 16′   | (M) |
| Prinzipal        | 08′   | (M) |
| Gemshorn         | 08′   | (M) |
| Oktave           | 04′   |     |
| Offenflöte       | 04′   | (M) |
| Nasard           | 2 ⁄3′ |     |
| Oktave           | 02′   | (M) |
| Mixtur VI–VIII   |       |     |
| Zimbel III       |       |     |
| Trompete         | 08′   | (M) |

| II Positiv C–c4 |       |     |
| Gedackt         | 08′   | (M) |
| Quintade        | 08′   | (M) |
| Prinzipal       | 04′   |     |
| Blockflöte      | 04′   | (M) |
| Oktave          | 02′   |     |
| Quinte          | 1 ⁄3′ |     |
| Scharff IV–VI   |       |     |
| Dulcian         | 16′   |     |
| Krummhorn       | 08′   |     |

| III Schwellwerk C–c4 |      |     |
| Gedackt              | 16′0 | (M) |
| Prinzipal            | 08′  | (M) |
| Holzflöte            | 08′  | (M) |
| Violflöte            | 08′  | (M) |
| Oktave               | 04′  | (M) |
| Rohrflöte            | 04′  |     |
| Oktave               | 02′  |     |
| Gemshorn             | 02′  | (M) |
| Oktave               | 01′  |     |
| Terzian II           |      |     |
| Rauschpfeife II      |      | (M) |
| Scharff V            |      |     |
| Oboe                 | 08′  | (M) |
| Rohrschalmey         | 04′  |     |
| Tremulant            |      |     |

| Pedal C–f1       |         |     |
| Prinzipal        | 16′     | (M) |
| Subbaß           | 16′     | (M) |
| Gedackt (aus SW) | 16′     | (M) |
| Quinte           | 10 2⁄3′ | (M) |
| Oktavbaß         | 08′     | (M) |
| Gedackt          | 08′     | (M) |
| Oktave           | 04′     | (M) |
| Nachthorn        | 02′     |     |
| Mixtur VI        |         | (M) |
| Posaune          | 16′     | (M) |
| Trompete         | 08′     | (M) |

- Koppeln: I/P, II/P, III/P, II/I, III/I, III/II
- Spielhilfen: organo pleno, Rollschweller mit variabler Einstellmöglichkeit, 4 freie Kombinationen (1980: 2 fr. Komb.), 1 freie Pedalkombination, Tutti (1980: Plenum)
- Absteller: Freie Pedalkombination ab, Walze ab, Handregister ab, Zungen ab (1980: Koppeln aus Walze), Zungeneinzelabsteller
- Anmerkung

(M) = Register entstammte (weitgehend) aus der ursprünglichen, von Marcussen erbauten Orgel (1914).
Im Zuge der Sanierungsmaßnahmen der Orgeln 2009/2010 wurde die Konzertorgel in klanglicher und technischer Hinsicht durch die Firma Klais, Bonn, restauriert und rekonstruiert. Klangliches Ziel war es, einen dem originalen Klangbild angenäherten Zustand wiedererstehen zu lassen.
Ein Großteil des Pfeifenwerkes, das Gehäuse sowie alle Windladen waren erhalten. Durch Analyse vergleichbarer Instrumente und anhand der Festschrift aus der Erbauungszeit, in der das gesamte Instrument sorgfältig dargestellt wurde, ließ sich die nicht mehr vorhandene historische Orgelsubstanz (Spieltisch, einige Register) rekonstruieren. Das nachträglich zugefügte Manual wurde entfernt. Die Orgel hat nun wieder einen eigenen pneumatischen zweimanualigen Spieltisch, der bis ins kleinste Detail originalgetreu rekonstruiert wurde und in die Orchesterempore eingesenkt ist. Die Marcussen-Orgel verfügt seit 2010 über 40 Register (plus zwei Transmissionen) mit 2671 Pfeifen. Die Register des Schwellwerkes sind (bis auf vier Ausnahmen) für die Superoktavkoppel bis c5 ausgebaut.
| I Hauptwerk C–c4 |                           |       |
|                  | Prinzipal (= Nr. 31 & 16) | 16′   |
| 01.              | Bordun                    | 16′   |
| 02.              | Prinzipal                 | 08′   |
| 03.              | Gamba                     | 08′   |
| 04.              | Gemshorn                  | 08′   |
| 05.              | Dulcian                   | 08′   |
| 06.              | Doppelflöte               | 08′   |
| 07.              | Rohrflöte                 | 08′   |
| 08.              | Oktave                    | 04′   |
| 09.              | Offenflöte                | 04′   |
| 10.              | Quintatön                 | 04′   |
| 11.              | Quinte                    | 2 ⁄3′ |
| 12.              | Oktave                    | 02′   |
| 13.              | Mixtur III–IV             |       |
| 14.              | Trompete                  | 08′   |

| II Schwellwerk C–c4 (–c5) |                       |        |
| 15.                       | Lieblich Gedackt      | 16′    |
| 16.                       | Prinzipal             | 08′    |
| 17.                       | Salicional            | 08′    |
| 18.                       | Aeoline               | 08′    |
| 19.                       | Vox coelestis (ab c0) | 08′    |
| 20.                       | Konzertflöte          | 08′    |
| 21.                       | Gedackt               | 08′    |
| 22.                       | Quintatön             | 08′    |
| 23.                       | Oktave                | 04′    |
| 24.                       | Gemshorn              | 04′    |
| 25.                       | Querflöte             | 04′    |
| 26.                       | Oktavflöte *          | 02′    |
| 27.                       | Terz *                | 1 3⁄5′ |
| 28.                       | Cornett IV–VI *       |        |
| 29.                       | Rauschquinte *        | 2 ⁄3′  |
| 30.                       | Oboe                  | 08′    |

| Pedal C–f1 |                        |         |
| 31.        | Prinzipalbass          | 16′     |
| 32.        | Geigenbass             | 16′     |
| 33.        | Subbass                | 16′     |
|            | Gedacktbass (= Nr. 15) | 16′     |
| 34.        | Oktave                 | 08′     |
| 35.        | Gedackt                | 08′     |
| 36.        | Quinte                 | 10 2⁄3′ |
| 37.        | Quinte                 | 5 1⁄3′  |
| 38.        | Oktave                 | 04′     |
| 39.        | Posaune                | 16′     |
| 40.        | Trompete               | 08′     |

Die mit * gekennzeichneten Register im Schwellwerk sind "nur" bis c4 ausgebaut.
- Koppeln: II/I, I/P, II/P.
- Koppeln (Zentralspieltisch):
  - Normalkoppeln: HW/I, HW/II, HW/III, HW/IV, SW/I, SW/II, SW/III, SW/IV, HW/P, SW/P
  - Suboktavkoppel: SW/SW durchkoppelnd
  - Superoktavkoppel:  SW/SW durchkoppelnd, (11 Register bis c5 ausgebaut).

## Zentralspieltisch

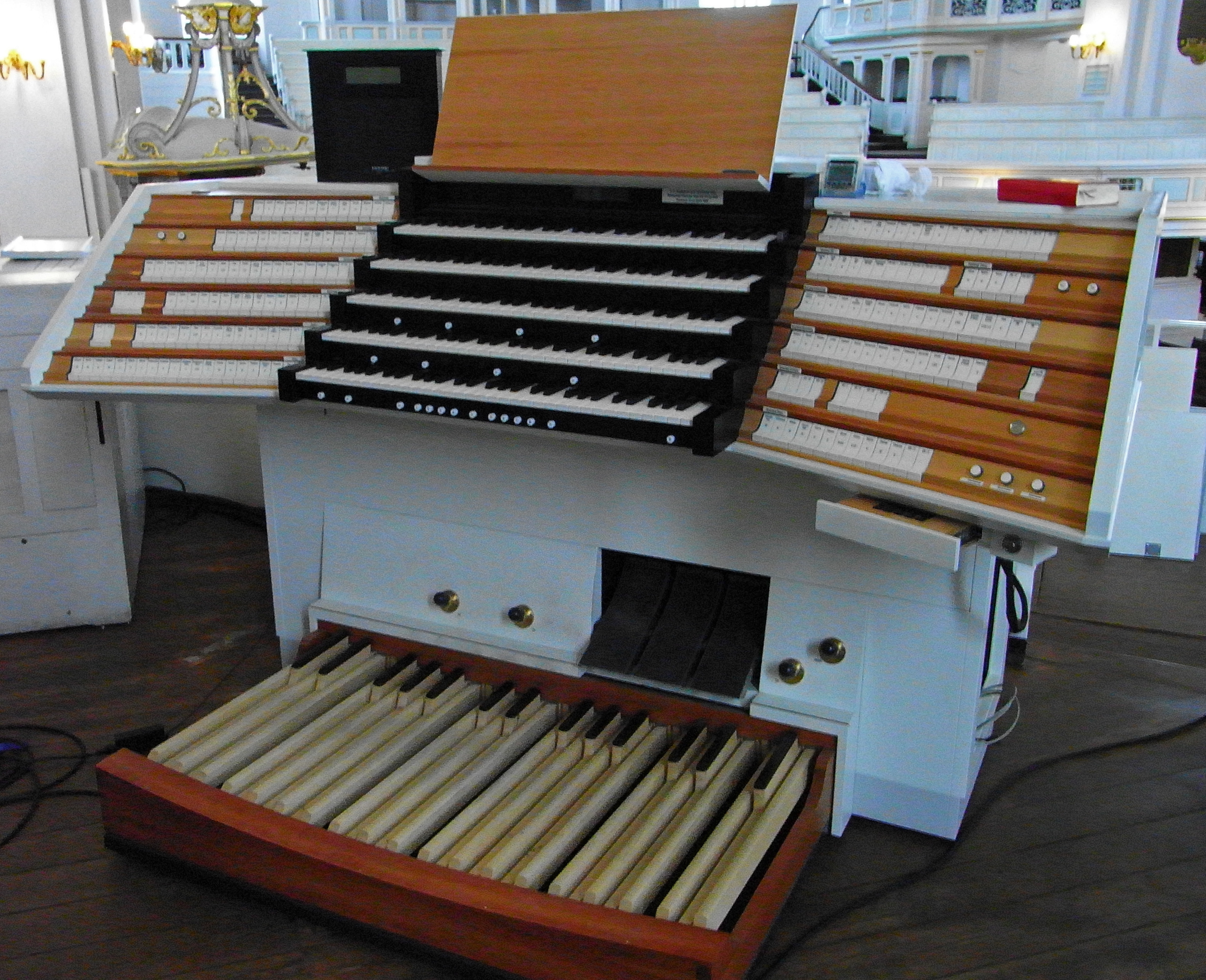
Zentralspieltisch

Seit den 1950er Jahren gab es bereits das Bestreben, sich einem Idealzustand durch elektrisches Verbinden der beiden großen Orgeln anzunähern, was jedoch nicht realisiert worden ist.
Der Zentralspieltisch wurde mit der Restaurierung der Steinmeyer-Orgel und der Marcussen-Orgel im Jahre 2009/10 hinzugefügt und befindet sich auf der Konzertempore, wo sich auch die Marcussen-Orgel befindet. Von ihm aus sind die Steinmeyer-Orgel, die Marcussen-Orgel und das Fernwerk gemeinsam spielbar, was ideal für symphonische Orgelmusik ist.
An dem fünfmanualigen Spieltisch mit Pedal stehen dem Organisten in der Summe 140 Register mit insgesamt 10.590 Pfeifen zur Verfügung, mit denen sich ein eindrucksvolles Klangbild in der Kirche erzeugen lässt.
Seit dem Jahr 2015 lässt sich vom Zentralspieltisch ein Glockenspiel anspielen, welches aus 25 Röhrenglocken besteht und an der Rückwand der großen Steinmeyer-Orgel von der Firma Johannes Klais Orgelbau aus Bonn installiert wurde.

## Carl-Philipp-Emanuel-Bach-Orgel

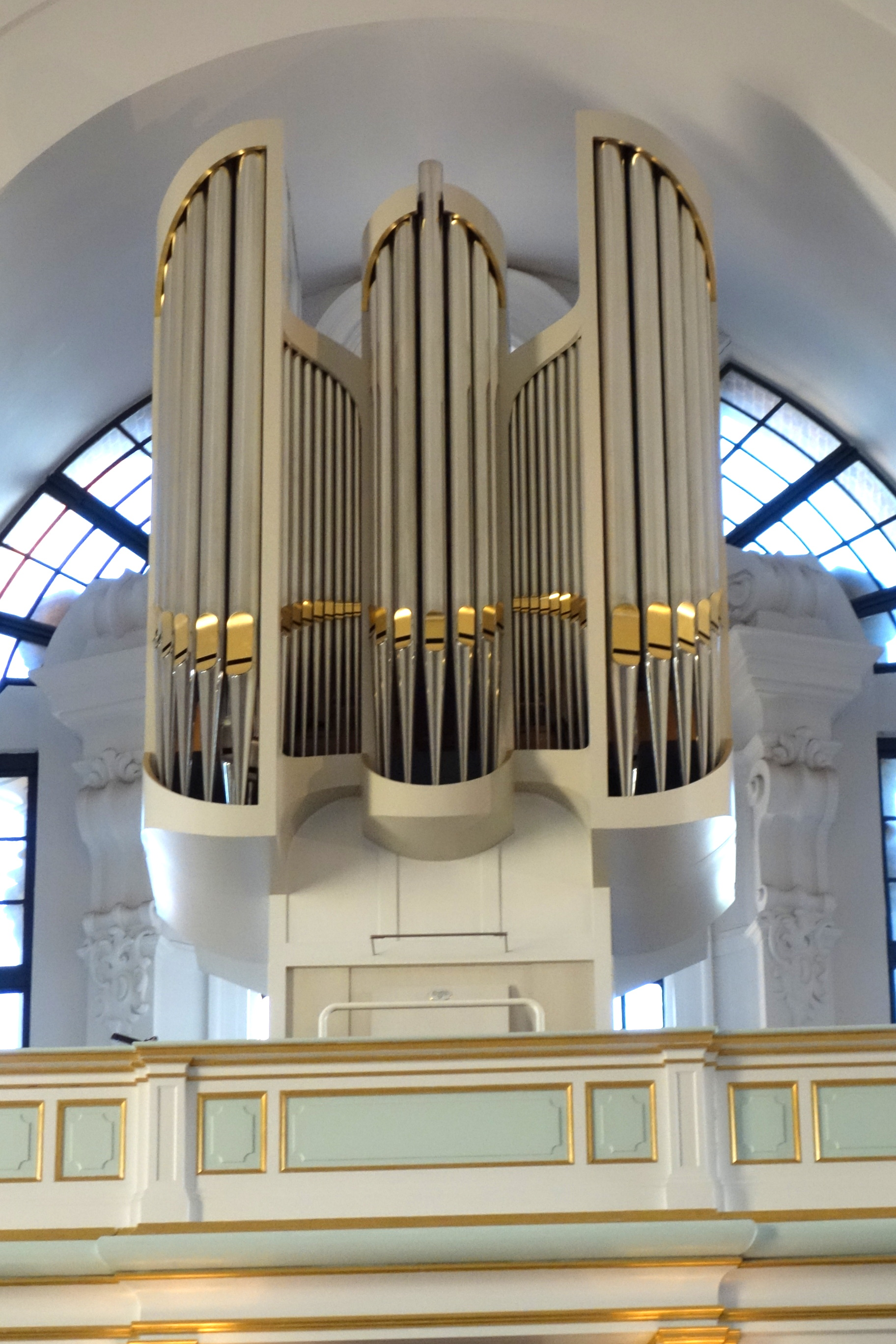
Blick auf die Carl-Philipp-Emanuel-Bach-Orgel

Der Neubau dieser Orgel im Jahre 2010 durch den Freiburger Orgelbau Hartwig und Tilmann Späth ersetzt die bisherige Chororgel, die sich im Türdurchgang zwischen Sakristei und Chorraum befand und aus liturgischen Gründen an dieser Stelle aufgegeben werden musste. Sie wurde gegenüber der Marcussen-Orgel auf der oberen kleinen Südempore aufgestellt. In Technik und Disposition orientiert sie sich an barocken Klangidealen und versucht, ein Stück früher Hamburger Musiktradition aufleben zu lassen – Namensgeber ist Carl Philipp Emanuel Bach, der auch als „Hamburger Bach“ bezeichnete Sohn Johann Sebastian Bachs, der 1768 Nachfolger seines Patenonkels Georg Philipp Telemann als Kirchenmusikdirektor in Hamburg war.
| I Hauptwerk C–f3 |              |       |
| 1.               | Principal    | 08′   |
| 2.               | Holzflöte    | 08′   |
| 3.               | Octave       | 04′   |
| 4.               | Traversflöte | 04′   |
| 5.               | Octave       | 02′   |
| 6.               | Quinte       | 1 ⁄3′ |

| II Oberwerk C–f3 |           |       |
| 07.              | Gedackt   | 08′   |
| 08.              | Rohrflöte | 04′   |
| 09.              | Nazard    | 2 ⁄3′ |
| 10.              | Flöte     | 02′   |
| 11.              | Dulcian   | 08′   |

| Pedal C–f1 |           |     |
| 12.        | Subbass   | 16′ |
| 13.        | Offenbass | 08′ |

## Felix-Mendelssohn-Bartholdy-Orgel

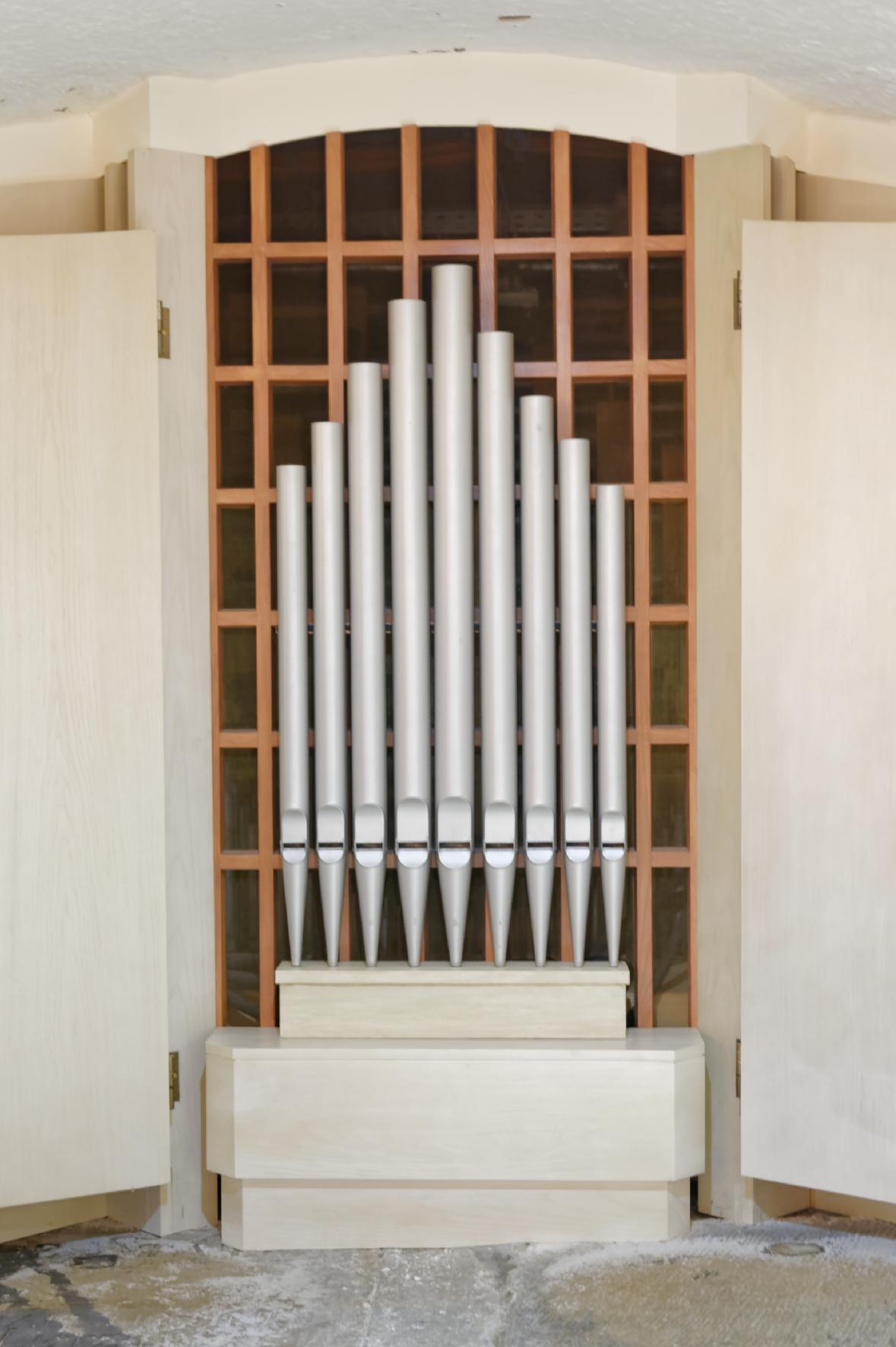
Felix-Mendelssohn-Bartholdy-Orgel in der Krypta des Hamburger Michel

Unter der Hauptkirche befindet sich eine Krypta. Sie misst ca. 44 m × 42 m und wird von Stützsäulen gegliedert, die den Kirchenboden tragen. Die Krypta wird für Gottesdienste und Konzerte genutzt. Bei der Orgel handelt es sich um ein romantisches Instrument, das 1917 von dem Orgelbauer Johannes Strebel errichtet wurde.
2009/2010 wurde das Instrument durch Freiburger Orgelbau Hartwig und Tilmann Späth restauriert und mit einem fahrbaren elektrischen Spieltisch ausgestattet. Die Orgel hat sieben Register, die auf zwei Manuale und Pedal verteilt sind, und besitzt 363 Pfeifen. Sie ist somit die kleinste aller Orgeln des Hamburger Michels.
| I Manual C–g3 |                |    |
| 1.            | Principal      | 8′ |
| 2.            | Viola di Gamba | 8′ |
| 3.            | Hohlflöte      | 8′ |
| 4.            | Oktave         | 4′ |

| II Manual C–g3 |                  |    |
| 5.             | Lieblich Gedeckt | 8′ |
| 6.             | Salicional       | 8′ |

| Pedal C–d1 |         |     |
| 7.         | Subbass | 16′ |

- Koppeln:
  - Normalkoppeln: II/I, I/P, II/P
  - Suboktavkoppel: II/I
  - Superoktavkoppeln: I/I, II/II – ausgebaut
- Spielhilfe: Computergesteuerte Setzeranlage